# Sternocoelis robustus
Sternocoelis robustus är en skalbaggsart som beskrevs av Maurice Pic 1911. Sternocoelis robustus ingår i släktet Sternocoelis och familjen stumpbaggar. Inga underarter finns listade i Catalogue of Life.